# Mary Lynn Rajskub
Mary Lynn Rajskub (udtales "RICE-cub" eller i IFA: ['raɪskʌb]) (født 22. juni 1971) er en amerikansk komedieskuespillerinde fra Trenton, Michigan. 
Hun var en af de oprindelige medvirkende i Mr. Show og havde også roller i The Larry Sanders Show og Veronica's Closet.
Hun får ordineret Ritalin for ADHD.
For nylig har hun haft mere alvorlige roller, bedst kendt i rollen som CTU analytikeren Chloe O'Brian i 24 Timer, som hun begyndte på i 2003 ved starten af seriens tredje sæson.
Hendes person blev et hit for seere og anmeldere og var en af de få personer som vendte tilbage i seriens fjerde sæson. Efter at have været gæstestjerne i en sæson, spillede Rajskub nu en central rolle i seriens fjerde og femte sæsoner.
Hun har også medvirket i Kelsey Grammers The Sketch Show på Fox Television og flere film, deriblandt Serial Slayer, Mysterious Skin, Legally Blonde 2, Sweet Home Alabama, Dude, Where's My Car?, Man on the Moon, Punch-Drunk Love, The Anniversary Party, Firewall, Weezers musikvideo til sangen "The Good Life", såvel som at spille en blind pige i Road Trip.
Hun er også en dygtig guitarist, og var en del af den komiske duo Girls Guitar Club (med Karen Kilgariff). Hun spillede også guitar og sang i et par minutter af en episode af Gilmore Girls fra 2006.
Rajskub har meldt sig som skuespiller til Young Storytellers Program.

## Filmografi og tv
| Start år | Film/tv Show                             | Rolle                 | Bemærkninger                                                        |
| -------- | ---------------------------------------- | --------------------- | ------------------------------------------------------------------- |
| 2006     | 24: The Game                             | Chloe O'Brian         | 24: The Game er et videospil og dermed er hendes rolle kun indtalet |
| 2006     | Little Miss Sunshine                     | Pageant Assistant Pam |                                                                     |
| 2006     | Grilled                                  | Renee                 |                                                                     |
| 2006     | Firewall                                 | Janet Stone           |                                                                     |
| 2005     | Kelsey Grammar Presents: The Sketch Show | Diverse               |                                                                     |
| 2004     | Mysterious Skin                          | Avalyn Friesen        |                                                                     |
| 2004     | Helter Skelter                           | Lynette Fromme        |                                                                     |
| 2003     | 24 Timer                                 | Chloe O'Brian         |                                                                     |
| 2003     | Good Morning, Miami                      | Hollis                |                                                                     |
| 2003     | Legally Blonde 2: Red, White & Blonde    | Reena Giuliani        |                                                                     |
| 2003     | Claustrophobia                           | Grace                 |                                                                     |
| 2002     | The King of Queens                       | Priscilla Stasna      |                                                                     |
| 2002     | Sweet Home Alabama                       | Dorothea              |                                                                     |
| 2002     | Punch-Drunk Love                         | Elizabeth             |                                                                     |
| 2002     | Gilmore Girls                            | 'Girlfriend'          |                                                                     |
| 2001     | Just Shoot Me! (2001)                    | Penny                 |                                                                     |
| 2001     | The Girls Guitar Club                    | Mary Lynn             |                                                                     |
| 2001     | Late Friday (2001)                       | 'Girls Guitar Club'   |                                                                     |
| 2001     | The Downer Channel                       | Diverse               |                                                                     |
| 2001     | The Anniversary Party                    | Sig selv              |                                                                     |
| 2001     | Storytelling                             | Melinda               |                                                                     |
| 2001     | Dude, Where's My Car?                    | Zelmina               |                                                                     |
| 2000     | Sunset Strip                             | Eileen (Kultmedlem)   |                                                                     |
| 2000     | Veronica's Closet                        | Chloe                 |                                                                     |
| 2000     | Road Trip                                | Blind Brenda          |                                                                     |
| 1999     | Man on the Moon                          | Friday's Mary         |                                                                     |
| 1999     | Magnolia                                 | Janet                 |                                                                     |
| 1999     | Shasta McNasty                           | Diana                 |                                                                     |
| 1999     | Tracey Takes On...                       |                       |                                                                     |
| 1998     | The Army Show                            | Sgt. Tipton           |                                                                     |
| 1998     | Bury Me in Kern County                   | Amanda                |                                                                     |
| 1998     | NewsRadio/The Station                    | 'Servitrice'          |                                                                     |
| 1998     | The Thin Pink Line                       | Suzy Smokestack       |                                                                     |
| 1997     | The Weird Al Show                        | 'Weather Lady'        |                                                                     |
| 1997     | Who's the Caboose?                       | 'Cheeseball Eater'    |                                                                     |
| 1996     | The Larry Sanders Show                   | Mary Lou              | Nogle steder står 1992, men det er fordi serien begyndte dengang    |
| 1996     | The Truth About Cats & Dogs              | 'Radio Caller'        |                                                                     |
| 1995     | Mr. Show with Bob and David              | Diverse               |                                                                     |